# Rhododendron pruniflorum
Rhododendron pruniflorum är en ljungväxtart som beskrevs av Hutchinson och F. K. Ward. Rhododendron pruniflorum ingår i släktet rododendron, och familjen ljungväxter. Inga underarter finns listade i Catalogue of Life.